# Keisuke Hoshino
Keisuke Hoshino (星野 圭佑 Hoshino Keisuke?, nacido el 21 de agosto de 1985 en Gunma) es un exfutbolista japonés. Jugaba de defensa y su último club fue el FK Auda.

## Trayectoria

### Clubes
| Club           | País    | Año         |
| -------------- | ------- | ----------- |
| Mito HollyHock | Japón   | 2008 - 2010 |
| Tochigi Uva FC | Japón   | 2011 - 2013 |
| FK Liepāja     | Letonia | 2014        |
| FK Auda        | Letonia | 2014 - 2016 |